# Fernand Labori
Fernand Gustave Gaston Labori, né à Reims le 18 avril 1860 et mort à Paris le 14 mars 1917, est un avocat et homme politique français.

## Biographie

### Avocat renommé

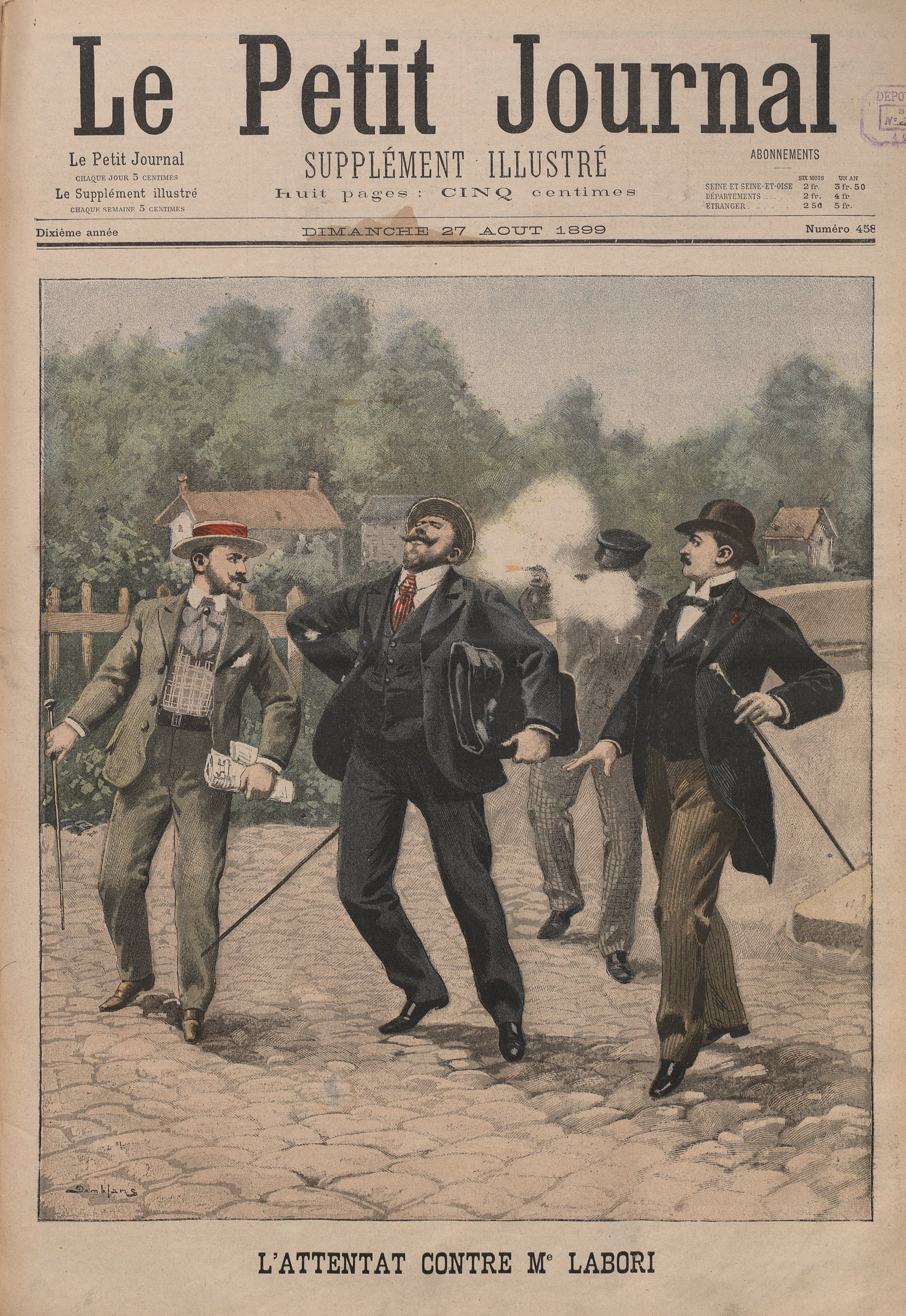
Tentative d'assassinat de Fernand Labori en 1899, première page du Petit Journal du 27 août 1899.

Fils d’un inspecteur des chemins de fer de l’Est, il devient l'un des avocats les plus talentueux du barreau de Paris. Il est conseiller général du canton de Montereau, député de Seine-et-Marne en 1906-1910.
Avocat au barreau de Paris à partir du 11 novembre 1884, il est élu deuxième secrétaire de la Conférence du stage (1887-1888), membre du Conseil de l'Ordre (1905-1909 et 1910-1917), puis bâtonnier du barreau de Paris (1911-1913).
Il est le défenseur d'Alfred Dreyfus devant le conseil de guerre, au procès de Rennes en 1899. C'est Louis Leblois qui le convainc, en janvier 1898, de venir défendre Lucie puis Alfred Dreyfus. Durant ce procès, le 14 août, il est victime d’une tentative d’assassinat – une balle tirée dans le dos – après avoir marché seul sur le quai de Richemont à Rennes. Il s'apprêtait à rejoindre Edmond Gast et Marie-Georges Picquart qu'il venait d'apercevoir, lorsque le coup de feu l'atteint,.
Après Rennes, et dans le sillage de Picquart, il se sépare bruyamment des Dreyfus, coupables à ses yeux de se satisfaire de la grâce et de travailler d'accord avec le gouvernement à imposer l'amnistie. Sa rancœur lui fait alors écrire des pages terribles dans lesquelles il célèbre Drumont et s'en prend aux juifs avec des mots que n'auraient pas reniés ses adversaires de 1898-1899.
Juriste autant qu’orateur, Labori collabore activement à La Gazette du Palais, dont il est le rédacteur en chef (1892-1895), puis fonde en 1897 et dirige la Revue du Palais, qui devient plus tard la Grande Revue. Il (co)défend Guillaume Apollinaire au moment de son incarcération en septembre 1911.
Son talent oratoire, difficilement transposable à l'écrit, est souligné par René Benjamin dans des longues pages de son ouvrage sur les gens de justice.

### Procès célèbres
Fernand Labori est le défenseur :
- d'anarchistes, jeune avocat en janvier 1887, il est commis d'office pour défendre Clément Duval [6], fondateur de l'illégalisme et membre du groupe anarchiste La Panthère des Batignolles
- Vittorio Pini, militant anarchiste membre des Intransigeants et fondateur de l'illégalisme[7]
- Auguste Vaillant[2] ; responsable de l'attentat de l'Assemblée nationale
- de Lucie Dreyfus, épouse d'Alfred Dreyfus[2] dans le procès Esterhazy,
- d'Émile Zola[2] en 1898 ;
- du capitaine Dreyfus,
- du Lieutenant-Colonel Marie-Georges Picquart emprisonné puis dans les procès en diffamation contre la presse anti-dreyfusarde,
- de Thérèse Humbert, en 1903[2],[8] dans l'affaire de l’héritage Crawford ;
- de Henriette Caillaux, épouse de Joseph Caillaux, en 1914.

### Mort
Il meurt le 14 mars 1917 en son domicile dans le 9e arrondissement, et est inhumé au cimetière du Montparnasse (29e division).

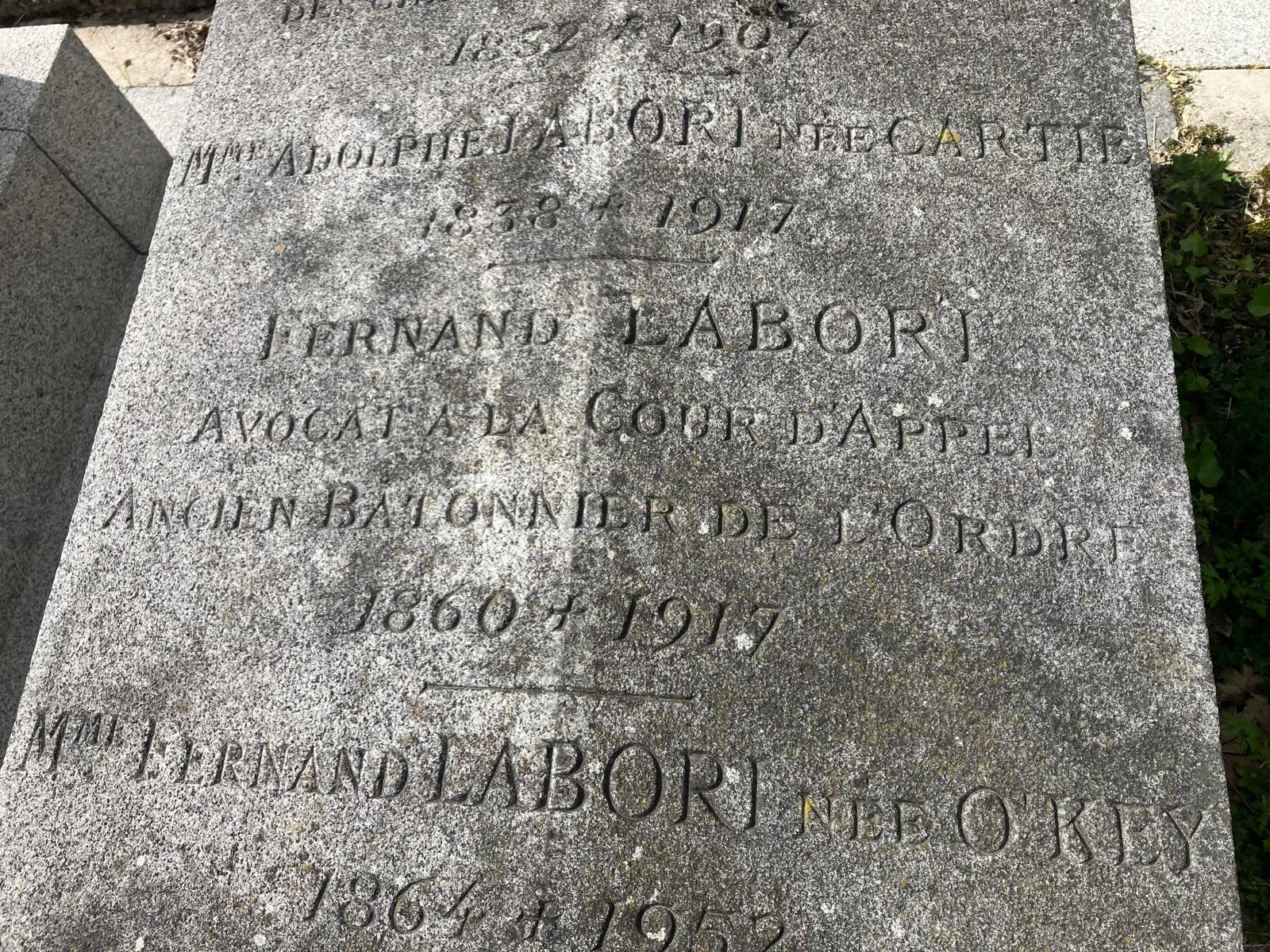
écritures de la pierre tombale de Fernand LABORI

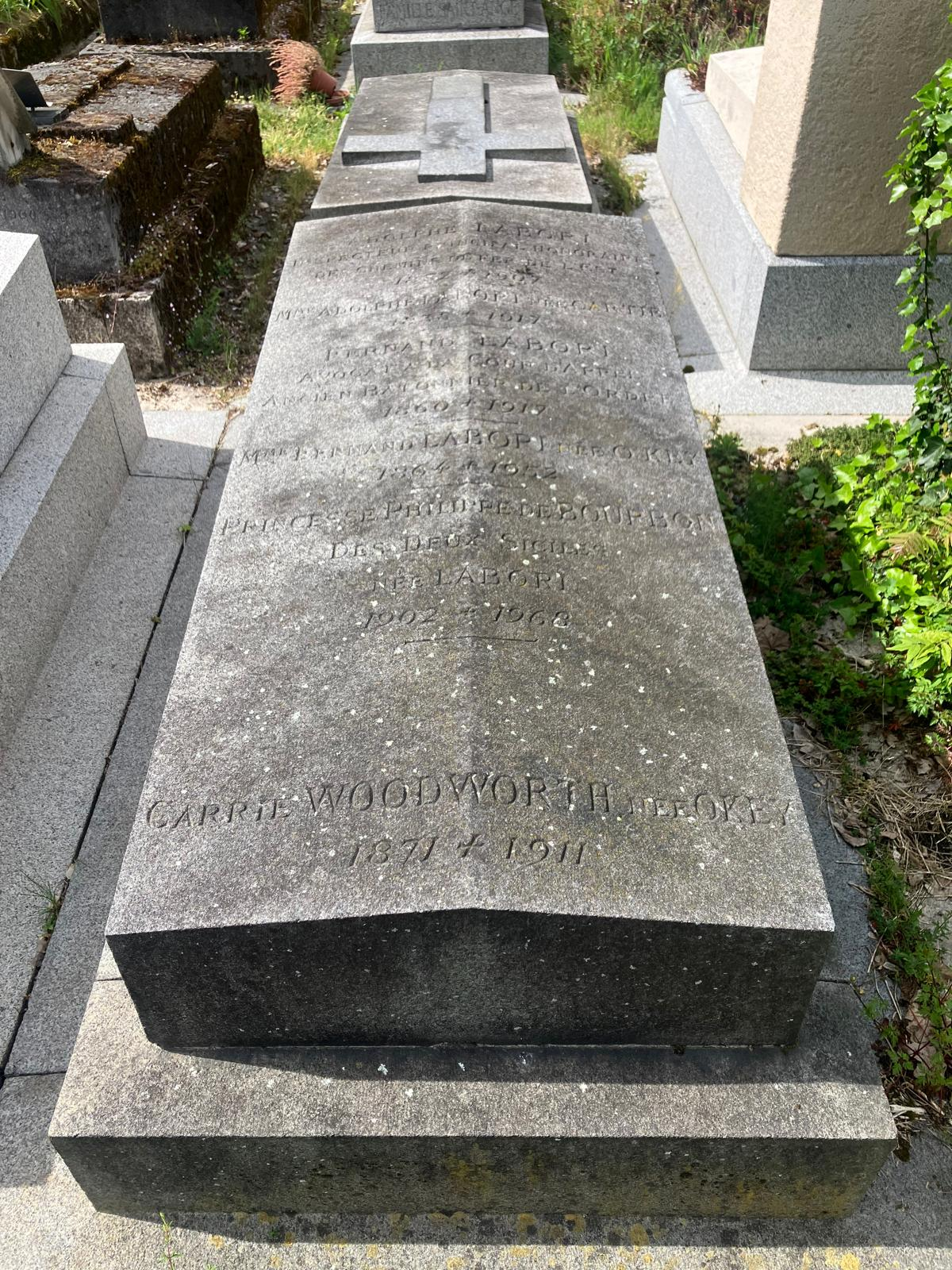
Tombe Fernand LABORI, division 29, n° 72 Tome II de Jean-Pierre

## Au cinéma
Dans le film J'accuse (2019) de Roman Polanski, son rôle est joué par Melvil Poupaud.